# Choňkovce
Choňkovce (in ungherese: Alsóhunkóc) è un comune della Slovacchia facente parte del distretto di Sobrance, nella regione di Košice.